# Kronprins Frederiks Bro
Kronprins Frederiks Bro er en bro over Roskilde Fjord, som forbinder Frederikssund med Hornsherred. Broen, der blev projekteret af Anker Engelund og indviet den 30. oktober 1935 af kong Christian 10., er en klapbro, som er 151 meter lang med en gennemsejlingsbredde på 30 meter. Det antages ofte, at broen er navngivet efter den senere kong Frederik 9., der var kronprins i 1935, men den tidligere bro blev også kaldt Kronprins Frederiks Bro efter Frederik 8. (konge 1906-1912).
Broen er en vigtig forbindelse fra Vest- til Nordsjælland, og en stærk trafik medfører ofte trafikpropper, især i forbindelse med at broen er åben ved skibspassager. Kronprinsesse Marys Bro syd for Frederikssund, som blev åbnet i 2019, er bygget med henblik på at aflaste Kronprins Frederiks Bro.
Den første bro på stedet blev indviet i 1868, og var en 151 meter lang træbro på pontoner. I en kort periode fra 1928 til 1936 havde Midtsjællandske Jernbane en 300 meter lang bro over fjorden, lidt syd for for Kronprins Frederiks Bro. Man kan stadig se rester af den, og en del af blev fragtet til Aalborg, hvor den er en del af Jernbanebroen over Limfjorden.
- Længde: 151 meter
- Bredde: 12,1 meter
- Gennemsejlingshøjde: 3,5 meter, kan åbnes
- Gennemsejlingsbredde: 30 meter
- Byggeperiode: 1934 – 1935
- Indvielsesdato: 30. oktober 1935
- Bilspor: 2
- Togspor: ingen
- Cykelstier: 2
- Fortove: 2
- Pris 950.000 kr [1](1935)

## Galleri
- Broen er oppe
- Broen set fra Hornsherred mod nordøst
- Den første bro på stedet

## Fodnoter
1. ↑  Tidsskrift for ingeniør- og bygningsvæsen 15. nov 1935